# Заросляк аргентинський
Заросляк аргентинський (Atlapetes citrinellus) — вид горобцеподібних птахів родини Passerellidae. Ендемік Аргентині. Живе в вологих гірських лісах на висоті 700-2400 м над рівнем моря в провінціях Сальта і Тукуман.